# Sparegrisens nordiske filmjournal nr. 3
|  | Denne artikel er oprettet af botten Steenthbot ud fra en ekstern database. Den kan derfor have sproglige fejl eller mangler. Denne skabelon kan fjernes efter kontrol af indholdet. |

Sparegrisens nordiske filmjournal nr. 3 er en dansk dokumentarfilm fra 1963.